# Беришки мост
Беришкият или Дъмбенският мост (на гръцки: Γεφύρι Μπερίκι или Γεφύρι Δενδροχωρίου) е каменен мост край село Дъмбени (Дендрохори), Егейска Македония, Гърция. Мостът е разположен на Рулската река (Ладопотамос), наричана тук Бистрица и още Бериг, на 15 km северно от Костур (Кастория) в местността Бèрик (Берик), където се сливат пътищата от Сливени и от Апоскеп. Мостът е издигнат през 1866 година от известния дъмбенски майстор строител Здрольо. Дължината му е 26 m, максималната височина 10 m, а дъгата е 16 m.